# Gmina Dubicze Cerkiewne
Die Gmina Dubicze Cerkiewne (belarussisch Дубічы Царкоўныя Dubičy Carkoŭnyja; litauisch Dubiče Cerkevnė) ist eine Landgemeinde im Powiat Hajnowski der Woiwodschaft Podlachien in Polen. Ihr Sitz ist das gleichnamige Dorf mit etwa 270 Einwohnern.

## Gliederung
Zur Landgemeinde Dubicze Cerkiewne gehören folgende Ortschaften:
Czechy Orlańskie
Czechy Orlańskie (gajówka)
Długi Bród
Dubicze Cerkiewne
Tofiłowce
Górny Gród
Grabowiec
Istok
Jagodniki
Jakubowo
Jelonka
Jodłówka
Klakowo
Koryciski
Kraskowszczyzna
Krągłe
Nikiforowszczyzna
Pasieczniki Małe
Piaski
Rutka
Siemiwołoki
Stary Kornin
Starzyna
Werstok
Wiluki
Witowo
Wojnówka
Wygon
Zabagonie